# Tuvinská akša

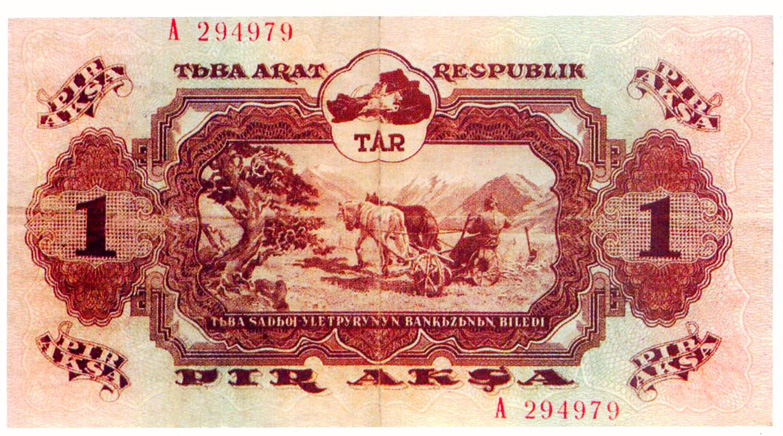
1 akša

Tuvinská akša (tuvinsky: akşa) byla měnová jednotka Tuvinské aratské republiky v letech 1934 až 1944. Dělila se na sto kopějek.

## Historie
Po svém vzniku v roce 1921 používala Tuvinská aratská republika sovětské rubly, centrální banka státu „Tuvinbank“ byla vytvořena roku 1925. V prosinci 1933 byly dle rozhodnutí tuvinské vlády rubly na území Tuvy okolkovány a následně proběhla měnová reforma. Nová měna byla nazvána akša, což v tuvinštině znamená „peníze“. Do oběhu byly vypuštěny mince o nominálních hodnotách 1, 2, 3, 5, 10, 15, 20 kopějek a bankovky o hodnotách 1, 3, 5, 10, 25 akša. Po připojení Tuvinské aratské republiky k Sovětskému svazu 11. října 1944 byla tuvinská měna nahrazena sovětským rublem, platnost byla oficiálně ukončena 1. května 1945.